# Ernesto Antolin Salgado
Ernesto Antolin Salgado (sinh 1936) là một Giám mục người Philippines của Giáo hội Công giáo Rôma. Ông nguyên là Tổng giám mục chính tòa Tổng giáo phận Nueva Segovia từ năm 2005 đến năm 2013. Trước khi chuyển về Nueva Segovia làm Tổng giám mục, ông còn đảm nhận nhiều vị trí khác: Phó Đại diện Tông Tòa Hạt Đại điện Tông Tòa Mountain Provinces, rồi sau đó thăng thành Hạt Đại diện Tông Tòa Baguio (đổi tên từ Mountain Provinces) và Giám mục chính tòa Giáo phận Laoag.

## Tiểu sử
Tổng giám mục Ernesto Antolin Salgado sinh ngày 22 tháng 1 năm 1936, tại Santa Lucia, thuộc Philippines. Sau quá trình tu học dài hạn tại các cơ sở chủng viện, ngày 24 tháng 9 năm 1961, chủng sinh Salgado, 25 tuổi, tiến đến việc được truyền chức Phó tế, thuộc [[Tổng giáo phận Nueva Segovia. Sau đó vài tháng, ngày 23 tháng 12 cùng năm, Phó tế Salgado tiến đến việc truyền chức, chính thức thuộc linh mục Tổng giáo phận Nueva Segovia.
Sau 25 năm thi hành các tác vụ với năng quyền của linh mục, ngày 17 tháng 10 năm 1986, tin tức từ Tòa Thánh loan báo về việc Giáo hoàng đã xác nhận việc tuyển chọn linh mục Ernesto Antolin Salgado vào Giám mục đoàn Công giáo Hoàn vũ, với vị trí được trao phó là Phó Đại diện Tông Tòa Hạt Đại điện Tông Tòa Mountain Provinces và danh hiệu Giám mục Hiệu tòa Buruni. Lễ tấn phong cho vị giám mục tân cử được tổ chức sau đó vào ngày 15 tháng 1 năm 1987, với phần nghi thức truyền chức được cử hành cách trọng thể bởi 3 giáo sĩ cấp cao. Chủ phong cho tân giám mục là Tổng giám mục Bruno Torpigliani, Sứ thần Tòa Thánh tại Philippines. Hai vị còn lại, với vai trò phụ phong, gồm có Tổng giám mục Orlando Beltran Quevedo, O.M.I., Tổng giám mục Tổng giáo phận Nueva Segovia và Giám mục Emiliano Kulhi Madangeng, Giám mục Đại diện Tông Tòa Hạt Đại diện Tông Tòa Mountain Provinces (Montagnosa). Tân giám mục chọn cho mình châm ngôn:Pro popule consecratus.
Gần một năm sau khi được tấn phong, ngày 18 tháng 12 năm 1987, Giám mục Salgado kế vị làm Đại diện Tông Tòa Hạt Đại diện Tông Tòa Baguio (đổi tên từ Mountain Provinces).
Sau 13 năm làm Đại diện Tông Tòa Baguio, Tòa Thánh loan báo thuyên chuyển Giám mục Salgado đến nhiệm sở mới, cụ thể là Giáo phận Laoag làm Giám mục chính tòa. Thông tin về quyết định của Tòa Thánh được cho công bố rộng rãi trên các phương tiện truyền thông Tòa Thánh ngày 7 tháng 12 năm 2000.
Nhiệm sở của Giám mục Ernesto Antolin Salgado vẫn chưa ổn định, khi chỉ hơn 4 năm tại Laoag, Tòa Thánh một lẫn nữa thuyên chuyển Giám mục này, cụ thể thăng Tổng giám mục, điều chuyển đến Tổng giáo phận Nueva Segovia làm Tổng giám mục chính tòa. Quyết định cho công khai vào ngày 12 tháng 2 năm 2005.
Sau hơn 8 năm trên cương vị Tổng giám mục, ông từ nhiệm và được phía Tòa Thánh loan báo chấp thuận vào ngày 30 tháng 12 năm 2013.